# Mar Mastogloia
Il mar Mastogloia è uno degli stadi preistorici del mar Baltico nella sua evoluzione dopo l'ultima era glaciale. Questo accadde circa 8000 anni fa, dopo lo stadio del lago Ancylus e prima dello stadio del mar Littorina.
Le date usate in questo articolo sono espresse in anni radiocarbonio prima del presente, dove il presente nel contesto del radiocarbonio è l'anno 1950. Espresse nel normale calendario tutte le date vanno spostate indietro di alcune centinaia di anni.

## Visione d'insieme
Verso la fine della sua storia, il livello del lago Ancylus stava scendendo rapidamente in seguito alla formazione di un nuovo sbocco verso la Grande Belt, pervenendo al livello del mare circa 8500 anni fa, il che segna l'inizio del mar Mastogloia.
In questo tempo il livello globale del mare andava aumentando rapidamente di pari passo con la continua fusione degli ultimi resti dei ghiacciai continentali della grande era glaciale. Di conseguenza, l'acqua salata iniziò a penetrare nel bacino del Baltico attraverso gli stretti danesi, mescolandosi alla vasta massa di acqua dolce allora presente. Ciò portò le acque del Baltico in condizioni leggermente salmastre. Il mar Mastogloia deriva il suo nome dalla Mastogloia, un genere di diatomee di acqua salmastra, le cui specie vengono considerate caratteristiche dei depositi geologici di questo stadio.
Durante lo stadio del mar Mastogloia, il continuo innalzamento del livello del mare ebbe l'effetto di rendere più profondi gli stretti che mettevano in comunicazione il Baltico con l'oceano, incrementando così l'afflusso di acqua salata nel Baltico. Un significativo cambiamento idrografico avvenne 8500 anni B.P., in corrispondenza del cambiamento delle correnti nello Skagerrak, nel Kattegat e nel canale di Norvegia, che stavano avviandosi verso l'attuale sistema sistema di circolazione della zona orientale del Mare del Nord. Questo è una conseguenza dell'apertura del Canale della Manica, degli stretti danesi e di un accresciuto afflusso di acqua atlantica, con il conseguente sviluppo della corrente dello Jutland meridionale.
Tra 8000 e 7000 anni fa, il Baltico divenne distintamente salmastro, incominciando dalle zone meridionali più vicine all'oceano e da lì espandendosi nel Baltico centrale e infine nel golfo di Finlandia e nel golfo di Botnia. L'arrivo di condizioni nettamente salmastre segna l'inizio dello stadio del mar Littorina. Lo stadio del mar Mastogloia in questo modo costituisce una fase di transizione fra l'acqua dolce dello stadio del lago Ancylus e quello del Mar Littorina durante il quale il Baltico divenne distintamente salmastro.

## Controversie
Molti ricercatori sono riluttanti a riconoscere il mar Mastogloia come uno stadio separato nello sviluppo del mar Baltico, preferendo includerlo nello stadio del lago Ancylus o in quello del mar Littorina.
Nella stratigrafia dei sedimenti del Baltico lo stadio Mastogloia è difficile da rilevare, essendo i suoi sedimenti visualmente identici a quelli del lago Ancylus. Anche il contenuto di fossili di diatomea nei sedimenti del Mastogloia – impiegati dai ricercatori come metodo chiave per distinguere i depositi dei differenti stadi del Baltico – è ambiguo, dato che in molte localizzazioni non viene ad evidenziarsi nessuna differenza con i depositi dell'Ancylus, e nel migliore dei casi include una mescolanza delle succitate diatomee di Mastogloia con la flora tipica dell'Ancylus. I depositi del mar Littorina, d'altra parte, mostrano un mutamento drastico sia nelle caratteristiche visuali dei sedimenti che nel contenuto di diatomee. Si potrebbe così argomentare a favore dell'inclusione dello stadio del mar Mastogloia in quello del Lago Ancylus. Altri preferiscono includerlo nello stadio del Mar Littorina come fase transitoria dopo l'instaurarsi della connessione marina.
Nonostante queste obiezioni, il concetto di un mar Mastogloia persiste nella letteratura relativa all'evoluzione del mar Baltico. È stato notato che uno stadio Mastogloia separato è utile nel mantenere la chiarezza del sistema, delimitando il periodo con l'innegabile leggera influenza marina, in seguito alla caduta del lago Ancylus al livello del mare, che predata i profondi cambiamenti all'inizio dello stadio del Mar Littorina.